# Victoria (gmina Stăuceni)
Victoria – wieś w Rumunii, w okręgu Botoszany, w gminie Stăuceni. W 2011 roku liczyła 612 mieszkańców.